# Schefflineisen
Das Schefflineisen (auch Schefflin, Archegaie, Javelot, Gabelo oder Zagaye) ist ein mittelalterlicher, europäischer Wurfspieß des 13. Jahrhunderts.

## Beschreibung
Das Schefflineisen besitzt eine lange, geriffelte Spießklinge, die  hohl gefertigt ist, um ihr Gewicht herabzusetzen. Die Tülle zur Befestigung ist sehr kurz. Der Schaft ist verhältnismäßig dünn und etwa 1,70 Meter lang. Der Schaft wurde mit feinem Leinen oder Leder überzogen und bemalt, um ihn griffiger zu machen. Das hintere Schaftende ist ähnlich wie bei Bogenpfeilen befiedert, um die Flugeigenschaften des Wurfspießes zu verbessern.
Neuere Forschung geht davon aus, dass die Nutzung des Schefflins als Wurfwaffe nicht ausreichend zu belegen ist. Seeburger vermutet fremdsprachige Fehlübersetzungen und eine Verwechslung mit dem sogenannten Wurfpfeil als Ursache für die Beschreibung des Schefflins als Wurfwaffe. Der Zweck des großen, hohlen Spießeisens, das charakteristisch für das Schefflin ist, bleibt unklar. Es wird eine repräsentative Wirkung vermutet.

## Geschichte

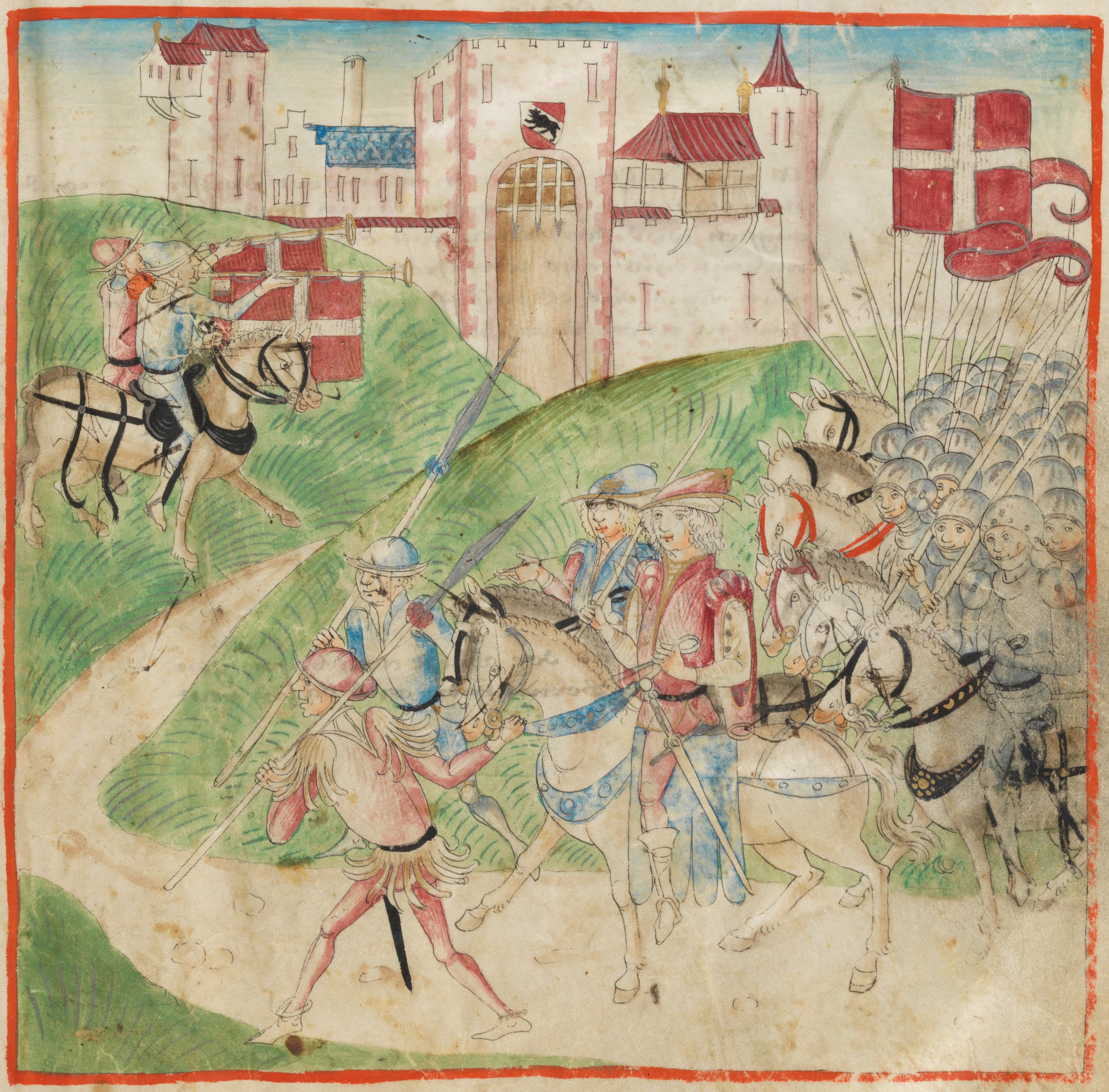
Savoyarden mit Schefflin zu Fuß (1478–1483)

Im 13. Jahrhundert wurden Landsknechtseinheiten mit den Schefflineisen ausgerüstet, um den Landsknechten eine Möglichkeit zu geben, auch entferntere Gegner anzugreifen. Im Jahre 1320 wurden die Wurfspieße unter der Auflistung der verbotenen Waffen geführt, was aber wohl nicht richtig befolgt wurde. Als die Landsknechtsregimenter umgebildet wurden, und deren Verwandlung vom Fähnlein in ein organisiertes Fußknechtsregiment beschlossen wurde, wurden die Landsknechte hauptsächlich mit Stoßwaffen (Spieß, Piken) ausgerüstet. Dadurch verlor der Wurfspieß seine Bedeutung. Im 14. Jahrhundert stellten mit Wurfspießen bewaffnete Soldaten ("Javelin-Men" genannt) die Leibwache des englischen Königs. Das Schefflineisen blieb aber bis zum Jahre 1520 bei deutschen Landsknechten in Verwendung.